# Achtung Baby
Achtung Baby este al șaptelea album de studio al formației rock irlandeze U2, album lansat la 19 noiembrie 1991. În urma criticilor nefavorabile primite de albumul anterior, Rattle and Hum, Achtung Baby a reprezentat o schimbare calculată în direcția muzicală și tematică, cu incorporarea de influențe de rock alternativ, muzică dance electronică și industrială. A fost cea mai dramatică schimbare în stilul formației de după albumul The Unforgettable Fire.
Căutând înnoirea și inspirația în ajunul Reunificării Germaniei, formația a început să lucreze la Achtung Baby în studiourile Hansa din Berlinul de Est în octombrie 1990 cu producătorii Daniel Lanois și Brian Eno. În sânul formației s-au iscat conflicte în ce privește calitatea materialului și direcția muzicală. Săptămânile de progres lent, certuri și tensiuni s-au risipit după ce formația a improvizat rapid cântecul „One”, reușită ce a dus la relansarea sesiunilor de înregistrare. Formația a devenit mai productivă în studio după mutarea sesiunilor de înregistrări la Dublin în 1991.
Din punct de vedere sonor, formația a denumit albumul ca sunetul a „patru oameni tăind the Joshua Tree”. Tematic, a fost un album mai introspectiv și mai personal; a fost mai sumbru, dar mai plin de viață decât albumele anterioare. Din punctul de vedere comercial și din cel al criticii, Achtung Baby a fost unul din cele mai de succes albume ale formației. Mai multe hituri au fost extrase ca single-uri de pe el, inclusiv „One”, „Mysterious Ways”, și „The Fly”, fiind vândut în 18 milioane de copii, și câștigând un Premiu Grammy. Albumul și turneul ulterior, Zoo TV Tour, au fost o componentă crucială a reinventării formației în anii 1990. În 2003, albumul a fost plasat pe locul 62 în clasamentul celor mai mari albume din toate timpurile, alcătuit de revista Rolling Stone.